# Eduardo Guedes
Eduardo Guedes (n. Lisboa, 21 de Abril de 1941 - m. Lisboa, 29 de Agosto de 2000), cineasta português.
Realizou o telefilme Facas e Anjos e os filmes Pax e Bearskin. Co-realizou, com Ann Guedes, Rocinante.